# Кшижаново (Великопольське воєводство)
Кшижаново (пол. Krzyżanowo, нім. Kreuzfelde) — село в Польщі, у гміні Сьрем Сьремського повіту Великопольського воєводства.
Населення — 341 особа (2011).
У 1975-1998 роках село належало до Познанського воєводства.

## Демографія
Демографічна структура станом на 31 березня 2011 року:
|          | Загалом | Допрацездатний вік | Працездатний вік | Постпрацездатний вік |
| -------- | ------- | ------------------ | ---------------- | -------------------- |
| Чоловіки | 178     | 40                 | 120              | 18                   |
| Жінки    | 163     | 28                 | 96               | 39                   |
| Разом    | 341     | 68                 | 216              | 57                   |